# Lago Huishue
El lago Huishue es un cuerpo de agua superficial ubicado en la Región de Los Ríos.

## Ubicación y descripción
Con su forma de moai y cerca de 15,1 kilómetros cuadrados de superficie, el lago Huishue es de los más pequeños de la Región de los Ríos. Es también uno de los más inexplorados, pero aun así hay caminos vehiculares que lleguen hasta sus riberas. El lago se ubica 8,5 kilómetros al sur del lago Maihue, en la comuna de Lago Ranco, a más de 500 metros sobre el nivel del mar.
| [[File:12-valdivia-osorno.jpg\|4000px\|alt={{{Alt\|Mapa de la zona elaborado por Luis Risopatrón en 1909 en una escala de 1:250000.]] File:12-valdivia-osorno.jpgMapa de la zona elaborado por Luis Risopatrón en 1909 en una escala de 1:250000. | [[File:39-valdivia-osorno-B-MP0001338.pdf\|4000px\|alt={{{Alt\|Mapa de la zona elaborado por el Instituto Geográfico Militar de Chile. Fecha de publicación y escala desconocida.]] File:39-valdivia-osorno-B-MP0001338.pdfMapa de la zona elaborado por el Instituto Geográfico Militar de Chile. Fecha de publicación y escala desconocida. |
| El mapa de Luis Risopatrón llama Señoret al lago Huishue, y lo muestra con el río Nilahue como emisario. El mapa del IGM lo representa como se le conoce hoy.                                                                                     | |

## Hidrografía
Sus aguas desaguan hacia el norte, a través del río Melipue, las que alimentan el lago Maihue.

## Historia
Su nombre significa en Mapudungun lugar malo para vivir
Luis Risopatrón llama en su mapa de 1909 lago Señoret a este cuerpo de agua, aunque en su Diccionario Jeográfico de Chile (1924) esa entrada redirige inmediatamente a lago Huishue:: 415 : 839 
Huishue (Lago). Tiene 89 km² de superficie i se encuentra a 480 m de altitud, en la parte superior del cajón del Melipue, del lago de Maihue, del de Ranco; casi siempre tiene desagua subterráneo i solo cuando aumenta el nivel del agua se desborda por una orilla arenosa al W.

### Pablo Neruda
En septiembre de 1948, el Congreso aprueba la Ley de Defensa de la Democracia, denominada por sus detractores "La Ley Maldita" debido a que la normativa prohibió la existencia de dicha colectividad y borró de los registros electorales a unos 30 mil simpatizantes del PC. En ese momento, Neruda era senador y militante comunista. El Gobierno de Gabriel González Videla logró el desafuero del parlamentario y la policía política inició una intensa persecución para apresar al poeta. El escritor y productor en Futrono de "Neruda, diario de un fugitivo", Ramón Quichiyao, cuenta que Pablo Neruda llegó a Futrono en diciembre de 1948 usando el nombre "Antonio Ruiz Lagorreta", de profesión ornitólogo. En el fundo maderero Hueinahue, en las riberas de Lago Huishue ubicado al este del Lago Maihue, pasó una temporada escondido .

## Población, economía y ecología
Las orillas de este lago son, a pesar de su belleza, muy poco visitadas por turistas. 
El lago desagua a través de Los Ojos del Huishue, que son un fenómeno natural de inconmensurable belleza, escondidos aún de la mirada turística, pero con grandes expectativas para los amantes de lo desconocido, misterioso e inigualablemente hermosos.

### Acúmulo de piedra pómez en sus aguas
En relación con la Erupción del Puyehue de 2011, el Servicio Nacional de Geología y Minería (Sernageomin)informó también que hay una importante cantidad de piedra pómez flotantes en la superficie de los lagos Maihue , Huishue, Gris y Puyehue, sin embargo, la parte suroeste del cordón y la vertiente oeste de la Cordillera Nevada, no se presenta afectada por caída de ceniza. En tanto, aún hay probabilidad que ocurran lahares en las cabeceras del río Nilahue y en el paso Cardenal Samoré</ref>